# Gaizka Ayesa Burgui
Gaizka Ayesa Burgui (nascut el 2 d'abril de 2001) és un futbolista professional navarrès que juga com a porter a la Reial Societat B.

## Carrera
Ayesa va néixer a Antsoain, Navarra, i es va incorporar a la formació juvenil de la Reial Societat el 2013, amb 12 anys. Va fer el seu debut com a sènior amb l'equip C el 2 de març de 2019, començant en un golejada a casa per 7-1 contra la SD Deusto, en partit de Tercera Divisió.
Ayesa va aparèixer per primera vegada amb els filial de la Reial el 12 de gener de 2020, començant en una victòria fora de casa per 2-0 contra el Burgos CF al campionat de Segona Divisió B. El 4 de febrer de 2021, va renovar el seu contracte amb els Txuri-urdin fins al 2025, i va ser utilitzat amb moderació durant la campanya, en la qual el seu equip va tornar a Segona Divisió després de 59 anys.
Ayesa va debutar professionalment el 29 d'agost de 2021, començant en un empat 0-0 a casa contra el CF Fuenlabrada. El 9 de juliol de l'any següent va ser cedit per la temporada al CD Numància de Primera Federació.